# Marie-Hélène Arnaud
Marie-Hélène Arnaud, född 24 september 1934 i Montmorency, död 6 oktober 1986 i Paris, var en fransk fotomodell och skådespelare. Hon modellade för Chanel och Guy Laroche.

## Filmografi
- 1956: Mannequins de Paris
- 1957: Ça aussi c'est Paris
- 1957: Les Collégiennes
- 1958: Gigi
- 1964: Fantômas